# The Gateway
The Gateway (en chinois simplifié : 新门广场) est un gratte-ciel situé à Singapour.
Plus précisément, il s'agit de deux bâtiments : The Gateway East et The Gateway West.

## Architecture
L'architecte du Gateway a été décrit comme « de classe mondiale » par le Conseil de la Bibliothèque nationale. Le bâtiment a été conçu par l'architecte américain Io Ming Pei. Le cabinet d'architectes singapourien local Chua Ka Seng and Partners Chartered Architects (CKSP) a également travaillé sur ce projet. T. Y. Lin, un ingénieur en structure de San Francisco, a également collaboré au projet.